# Bessera tuitensis
Bessera tuitensis là một loài thực vật có hoa trong họ Măng tây. Loài này được R.Delgad. mô tả khoa học đầu tiên năm 1992.